# Liste der Kulturdenkmäler in Großropperhausen
Die folgende Liste enthält die in der Denkmaltopographie ausgewiesenen Kulturdenkmäler auf dem Gebiet des Ortsteils Großropperhausen der Gemeinde Frielendorf, Schwalm-Eder-Kreis, Hessen.
Hinweis: Die Reihenfolge der Denkmäler in dieser Liste orientiert sich an der Anschrift, alternativ ist sie auch nach der Bezeichnung oder der Bauzeit sortierbar.
Kulturdenkmäler werden fortlaufend im Denkmalverzeichnis des Landes Hessen durch das Landesamt für Denkmalpflege Hessen auf Basis des Hessischen Denkmalschutzgesetzes (HDSchG) geführt. Die Schutzwürdigkeit eines Kulturdenkmals hängt nicht von der Eintragung in das Denkmalverzeichnis des Landes Hessen oder der Veröffentlichung in der Denkmaltopographie ab.

| Bild                                    | Bezeichnung                                   | Lage                                      | Beschreibung | Bauzeit                                      | Daten |
| --------------------------------------- | --------------------------------------------- | ----------------------------------------- | --- | -------------------------------------------- | ----- |
| Bild gesucht BW                         | Gesamtanlage Dorfkern                         | Lage                                      | |                                              |       |
| Bild gesucht BW                         | Bauernhof Alte Poststraße 17 1/2              | Alte Poststraße 17 1/2 Lage               | |                                              |       |
| Bild gesucht BW                         | Ernhaus Alte Poststraße 4                     | Alte Poststraße 4 Lage                    | |                                              |       |
| Burg Ropperhausen                       | Burgruine                                     | Burgstraße LageFlur: 9, Flurstück: 157/49 | |                                              |       |
| Bild gesucht BW                         | Bauernhof Fleischgasse 2                      | Fleischgasse 2 Lage                       | |                                              |       |
| Schloss Großropperhausen                | Gutsanlage Gutshof 1                          | Gutshof 1 Lage                            | |                                              |       |
| Bild gesucht BW                         | Wohnwirtschaftsgebäude Kaiserrain 3           | Kaiserrain 3 Lage                         | |                                              |       |
| Bild gesucht BW                         | Ehemalige Synagoge                            | Kirchberg 16 Lage                         | |                                              |       |
| Bild gesucht BW                         | Fachwerkhaus Knüllstraße 14                   | Knüllstraße 14 Lage                       | |                                              |       |
| Bild gesucht BW                         | Fachwerkhaus Knüllstraße 18                   | Knüllstraße 18 Lage                       | |                                              |       |
| Bild gesucht BW                         | Wohnwirtschaftsgebäude Knüllstraße 20         | Knüllstraße 20 Lage                       | |                                              |       |
| Bild gesucht BW                         | Fachwerkhaus Knüllstraße 22                   | Knüllstraße 22 Lage                       | |                                              |       |
| Bild gesucht BW                         | Fachwerkscheune Knüllstraße, Rückseite Oheweg | Knüllstraße Lage                          | |                                              |       |
| Wohnhaus Knüllstraße 23                 | Wohnhaus Knüllstraße 23                       | Knüllstraße 23 Lage                       | |                                              |       |
| Bild gesucht BW                         | Fachwerkhaus Knüllstraße 28                   | Knüllstraße 28 Lage                       | |                                              |       |
| Bild gesucht BW                         | Wohnhaus Knüllstraße 31                       | Knüllstraße 31 Lage                       | |                                              |       |
| Bild gesucht BW                         | Ernhaus Knüllstraße 37                        | Knüllstraße 37 Lage                       | |                                              |       |
| Bild gesucht BW                         | Backhaus                                      | Knüllstraße Lage                          | |                                              |       |
| Bild gesucht BW                         | Ernhaus Knüllstraße 38                        | Knüllstraße 38 Lage                       | |                                              |       |
| Direkt Bild zu diesem Denkmal hochladen | Backhaus Rothweg                              | Rothweg 2                                 | |                                              |       |
| Bild gesucht BW                         | Anwesen Schulstraße 1                         | Schulstraße 1 Lage                        | |                                              |       |
| Backhaus Schulstraße                    | Backhaus Schulstraße                          | Schulstraße Lage                          | |                                              |       |
| weitere Bilder                          | Evangelische Pfarrkirche                      | Schulstraße Lage                          | Saalbau mit östlichem und westlichem dreiseitigem Schluss und mittigem Haubendachreiter. Die Orgel mit reichem Prospekt um 1730, ein Kelch silbervergoldet aus dem 16. Jahrhundert. Vor der Kirche spätromanisches Taufbecken mit Rundbogenelementen. | 1726-1731, vermutlich von Adam Joh. Erdinger |       |
| ehemalige Schule                        | Ehemalige Schule                              | Schulstraße 11 Lage                       | |                                              |       |
| Bild gesucht BW                         | Hofanlage Schulstraße 10                      | Schulstraße 10 Lage                       | |                                              |       |
| Hofanlage Schulstraße 21                | Hofanlage Schulstraße 21                      | Schulstraße 21 Lage                       | |                                              |       |
| Direkt Bild zu diesem Denkmal hochladen | Fachwerkbau Töpferweg                         | Töpferweg                                 | |                                              |       |
| Bild gesucht BW                         | Ehemaliger Pfarrhof                           | Töpferweg 8 Lage                          | | 1741                                         |       |